# 塞-迈西耶尔
塞-迈西耶尔（法語：Scey-Maisières，法語發音：[sɛ mɛzjɛʁ]）是法国杜省的一个市镇，位于该省中西部，属于贝桑松区。该市镇于1972年由原市镇塞昂瓦赖（Scey-en-Varais）和迈西耶尔圣母村（Maisières-Notre-Dame）合并而成。

## 地理
塞-迈西耶尔（47°6'2"N, 6°4'32"E）面积12.53 平方千米，位于法国勃艮第-弗朗什-孔泰大區杜省，该省份为法国东部内陆省份，北起上索恩省，西接汝拉省，东部及东南部与瑞士接壤，东北部与贝尔福地区省接壤。
与塞-迈西耶尔接壤的市镇（或旧市镇、城区）包括：马尔布朗、卡德梅讷、沙萨涅圣但尼、克莱龙、埃珀涅、蒙特龙堡、塔尔瑟奈-富什朗、奥尔南。
塞-迈西耶尔的时区为UTC+01:00、UTC+02:00（夏令时）。

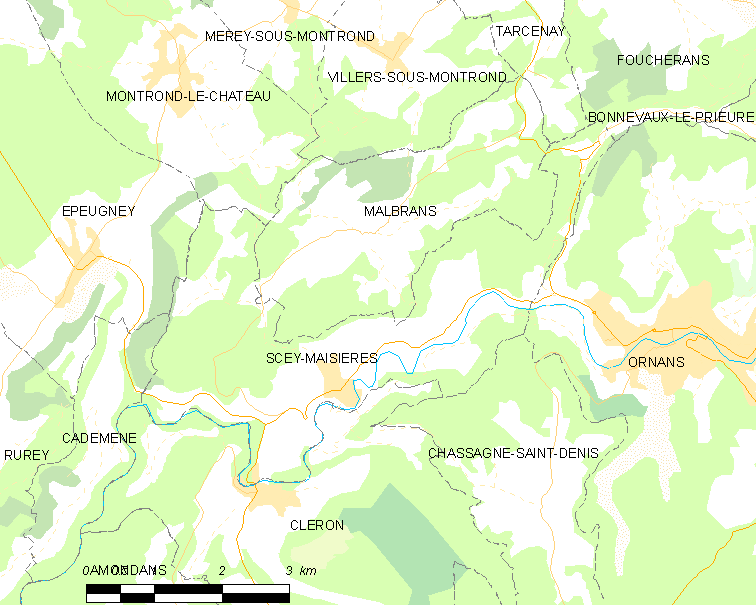
塞-迈西耶尔的OSM定位图

## 行政
塞-迈西耶尔的邮政编码为25290，INSEE市镇编码为25537。

## 政治
塞-迈西耶尔所属的省级选区为奥尔南县。

## 交通
杜省省道D9线、D67线、D101线和D260线在境内交汇。

## 人口

1962-2008年间塞-迈西耶尔人口变化图示

塞-迈西耶尔于2022年1月1日时的人口数量为289人。